# Loma Linda (Texas)
Pour les articles homonymes, voir Loma Linda (homonymie).
Loma Linda est une census-designated place située dans le comté de San Patricio, dans l’État du Texas, aux États-Unis. Sa population s’élevait à 122 habitants lors du recensement de 2010.